# Villanueva (Buenos Aires)
Villanueva es una localidad del partido de General Paz, provincia de Buenos Aires, Argentina.

## Población
Cuenta con 537 habitantes (Indec, 2010), lo que representa un descenso del 6 % frente a los 572 habitantes (Indec, 2001) del censo anterior. En los datos de 1991, se incluye a la localidad de Barrio Río Salado.
| Gráfica de evolución demográfica de Villanueva entre 1991 y 2010 |
|                                                                  |
| Fuente: Censos nacionales del INDEC                              |

## Historia
Según palabras del Sr. José Thill, Jefe del Archivo de Geodesia de la provincia de Buenos Aires: "El primer poseedor de tierras al sur del río Salado, en estos parajes que se llamaba "Las Barrancas", lo que ocurrió en el Siglo XVIII, fue el Dr. José Antonio Villanueva, en el año 1796, dedicándose a la cría de ganado".
"Villanueva consiguió tener amigos fieles entre los indios y con su afán colonizador les ofreció construirles ranchos, entregarles bueyes, arados y enseñarles a cultivar la tierra obteniendo mediante ellos los alimentos que necesitaban."
"El 11 de agosto de 1813 el Sr. Gregorio López se presenta para comprar la Estancia "Las Barrancas" otorgando el Departamento Topográfico el visto bueno a esa solicitud escriturándose el 24 de agosto de 1835 ante el escribano Laureano Silva."
"En 1825 Gregorio López contrae compromiso de venta de la mitad del campo a José Antonio Villanueva, que vuelve luego de un exilio político de casi 15 años. El Dr. Villanueva fallece el 30 de enero de 1866, disponiendo en su testamento que parte de sus bienes se les entregara a los pobres."
"De entre sus hijos, José Antonio Villanueva (h) fue el poseedor de las tierras donde tienen su residencia la mayoría de los hoy pobladores de Villanueva, y Pastor, fue quien donó las tierras para que el Ferrocarril Sud instalara sus vías y la Estación Villanueva, lo que fue inaugurado el 19 de mayo de 1871, en el tramo Ranchos-General Belgrano, del ramal Altamirano-Azul."

## Algunas anécdotas

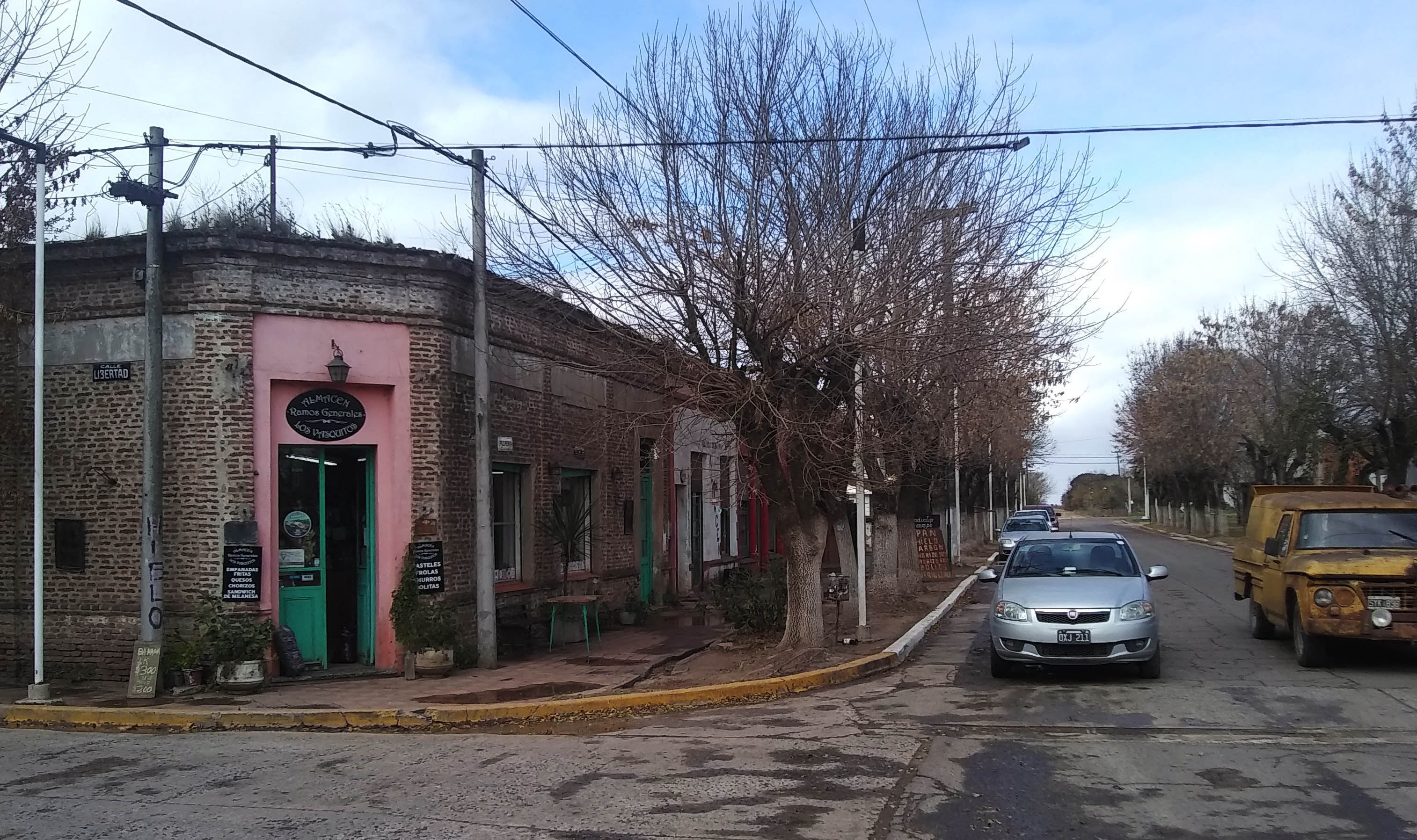
Acceso principal a Villanueva, en avenida General San Martín y Libertad.

1881 - Visita del Príncipe Jorge, futuro rey de Inglaterra
En enero de 1881 llega a Villanueva, más precisamente a la estancia "Negrete" el príncipe Jorge, nieto de la reina Victoria y futuro rey de Inglaterra, que reinó entre 1910 y 1935 con el nombre de George V.
Este príncipe, pasó por Buenos Aires como parte de un viaje que venía realizando en el Buque "Bacchante". Y desde allí realizó un viaje a la estancia "Negrete" cuyo dueño en aquel entonces era el Sr. David Shennan. Obviamente el viaje desde Buenos Aires hasta Villanueva se realizó en un tren especial de la entonces empresa de capitales británicos, el Ferrocarril del Sud. Lo mismo ocurrió al regreso donde el tren llevó al huésped y su comitiva directo desde Villanueva hasta el actual barrio de Belgrano, lo cual en aquel entonces era posible utilizando la conexión que el FC Sud tenía con el FC Buenos Aires a la Ensenada para llegar hasta la estación Central de Buenos Aires y allí conectar con las vías del FC del Norte para proseguir rumbo a la zona norte de Buenos Aires sin necesidad de hacer trasbordos pues la trocha era idéntica en los 3 ferrocarriles (trocha ancha). Deducimos esto pues en el relato del libro se indica un tiempo de viaje de 4 horas a la ida (desde estación Central Buenos Aires hasta Villanueva) y otro de 3 horas y 30 minutos al regreso aclarando que descendieron directamente en Belgrano, por lo cual el viaje tiene que haber sido directo (sin trasbordos).
Cabe preguntarse entonces por qué el viaje de ida fue más largo (4 horas). Hay un detalle en la narración que nos da la pista, en un momento del relato se habla de la carga de lana vista en la estación "Las Flores". Por lo tanto con esto deducimos que en el viaje de ida el tren llegó hasta Las Flores para que los visitantes vieran la actividad de la misma sobre todo en el transporte de los cargamentos de lana, y luego regresó hasta Villanueva. Esto no se indica explícitamente en el relato del Príncipe pero es la única forma en que pueden haber "visto" ellos mismos lo que luego relata como un detalle pintoresco de la forma de trabajar de este ferrocarril. Considerando que las crónicas no las escribían en el mismo momento, sino tal vez varios días o meses después en el barco mientras navegaban es muy probable que el relator haya olvidado este detalle del viaje en tren y lo narró como un viaje directo desde Buenos Aires hasta Villanueva. Pero hay otro dato curioso, ya que indica un viaje de 125 millas (o sea casi 202 kilómetros) lo cual es mucho más que la distancia de Buenos Aires a Villanueva (132 km), y se acerca más a la distancia a "Las Flores" por vía Altamirano (208 km).
Según las crónicas detalladas día a día en el libro "The Cruise of Her Majesty´s Ship Bacchante 1879-1882" (Compiles from the private journals, letters, and note-books of Prince Albert Victor and Prince George of Wales), algunos datos de ese viaje son los siguientes:
31 de diciembre de 1880. El príncipe Jorge y su grupo desembarcan en Buenos Aires a las 10 de la mañana, donde son recibidos por el ministro Británico Sir Horace Rumbold y su secretario el Sr. Egerton. Viajan en tren a la residencia del ministro ubicada en Belgrano, al norte de la Capital Argentina. Allí almuerzan y luego regresan a la ciudad, al centro porteño donde recorren distintos lugares históricos y negocios. Por la tarde visitan al Presidente de la República, Julio A. Roca y este los invita a cenar en su residencia de Belgrano.
1.º de enero de 1881. Una mañana tormentosa y con mucho viento impiden realizar actividades entre las cuales estaba prevista un partido de cricket. Al mediodía van en el carruaje privado del Presidente, desde Belgrano hasta Palermo. Allí participan de un partido de cricket y toman el almuerzo auspiciado por el Cricket Club. Luego, el Sr. Cooper, superintendente del Ferrocarril del Sud pasa a buscarlos por Palermo y se dirigen a abordar un tren especial diagramado para los ilustres pasajeros. La formación compuesta por locomotora y dos coches especiales de lujo parte a las 3 P. m. desde la estación Central (ubicada en la esquina que hoy sería Av. Alem y Mitre en la ciudad de Buenos Aires) y llega a Villanueva a las 7 de la tarde. Allí los estaban aguardando Mr. Shennan (propietario de la estancia "Negrete") y Mr. St. John con 2 carruajes para conducirlos desde la estación hasta la estancia. Finalmente, para las 8:30 PM ya estaban en la Casa Principal donde tomaron su cena y luego fueron a descansar.
Los días 2 y 3 de enero (1881) tanto el Príncipe como sus acompañantes participaron de distintas actividades rurales para ir conociendo el funcionamiento de la estancia: rodeos y domas de caballos y rodeo de ganado vacuno; y también fueron a un par de lagunas para realizar caza de aves. Visitaron las distintas instalaciones de la Propiedad, incluso su pequeño cementerio privado. Tuvieron la oportunidad de contemplar la fauna nativa y comenzar a distinguir sus distintas especies.
Finalmente, el día 4 de enero de 1881, luego de pasar la mañana en la Estancia realizando actividades recreativas, fueron llevados nuevamente a la estación ferroviaria en Villanueva, donde el tren especial partió a las 3 P. m. rumbo a Buenos Aires, llevándolos directamente a Belgrano, donde arribaron a las 6:30 P. m.; concluyendo así la visita a Villanueva de esta comitiva real.
Pasó así por la estancia "Negrete" en Villanueva, aquel príncipe, que casi 30 años después se convirtió en Rey de Inglaterra y fue conocido como Jorge V.
1906 - Visita de Mr. Root y el presidente Figueroa Alcorta a la Estancia "El Retiro"
En un recorte del periódico "La Palabra" de Ranchos, del día 2 de diciembre de 1957 que se conserva en el Museo Regional "Marta I. Martínez" de la localidad de Ranchos, se recuerda un evento ocurrido en el año 1906 con ilustres visitantes a una estancia en Villanueva:
"NOTAS DE VILLANUEVA" - Mr. ROOT
Mr. Elihu Root era en 1906, secretario de Estado, de los Estados Unidos de Norte América, una personalidad descollante y que ha desempeñado en su patria muy importantes funciones. En agosto de ese año realizó una visita oficial a la Argentina y como en el programa de agasajos figuraba una excursión a una estancia, fue elegida para ella "El Retiro" propiedad de la familia Vivot, ubicada en Villanueva, una de las principales cabañas entonces.
El día 16 poco antes de mediodía y en un tren especial formado por el coche presidencial y los mejores elementos con que entonces contaba el F. C. del Sud llegó a Villanueva el ilustre visitante, acompañado por el presidente de la República Dr. Figueroa Alcorta, el ministro de Relaciones Exteriores Dr Manuel A. Montes de Oca, de Agricultura, Dr. Exequiel Ramos Mejía; el presidente del Senado Dr. Benito Villanueva; la Sra. Enriqueta Alais de Vivot, la hija de Mr. Root y una numerosa comitiva en la que figuraban diplomáticos, políticos, funcionarios, el gerente y jefe de tráfico del F. C. Sud, familiares y amistades de la familia Vivot y muchas damas así como representantes de los principales diarios de la Capital. Para transmitir sus noticias la empresa del F. C. Sud instaló aparatos telegráfico especiales. Previamente en otro tren especial había llegado la oficialidad del crucero "Charleston" en el cual había viajado desde Estados Unidos, Mr. Root.
Recibida la comitiva, en la estación por Don Enrique Vivot se trasladaron a la estancia en sendos carruajes tirados por excelentes y briosos caballos. En un lujoso landó que encabezaba la caravana iban el Dr. Figueroa Alcorta, Mr. Root, la señora Enriqueta Alais de Vivot y el Dr. Montes de Oca.
En la estancia fueron obsequiados con un banquete en el cual dio la bienvenida en nombre de su señora madre el Sr. Alfredo N. Vivot, agradeció Mr. Root y habló también el ministro de Agricultura Dr. Exequiel Ramos Mejía.
Después la comitiva recorrió las instalaciones del establecimiento, enterándose de la forma en que allí se trabajaba y que los impresionó gratamente. A las cuatro de la tarde tomaron en la estación Villanueva el tren especial que rápidamente los condujo de regreso a la Capital. Algo antes en otro tren especial lo habían hecho los marinos del "Charleston".
Adiós al tren
En 1993 se cerró el ramal Altamirano-Las Flores el tren dejó se pasar por su estación.

## La cuna del polo
Según cuenta la historia, el primer partido de Polo que se jugó en la Argentina, se realizó en la estancia Negrete, propiedad de David Shennan, el 30 de agosto de 1875. Se enfrentaron los equipos de Ciudad y Campo. Se dice que jugaron otros encuentros anteriormente. Pero esta fecha marcó el primer partido oficial. El polo llegó a la Argentina de manos de los ingleses, la mayoría hacendados, que recalaron en la provincia de Santa Fe. Lo que más les llamó la atención fue la habilidad que tenían los gauchos, para montar en pelo. El deporte fue conocido en 1858 por oficiales ingleses, destinados en la India. Al principio se practicó solo en el ámbito militar. Pero luego transcendió a todos los que amaban los deportes ecuestres.

## Camping
Rodeando el puente y el Río Salado encontramos tres cámpines. En general son lugares muy limpios y cuidados, con los elementos básicos y una proveeduría. También en esos cámpines hay algunos alojamientos que alquilan habitaciones, como El Refugio del Pescador.
Villanueva tuvo una historia turística y pareciera tener la idea de remontar, o por lo menos eso afirmaban los carteles electorales.
Cómo entretenimiento aquel que no va ni a pescar ni a descansar capaz se aburra un poco, el pueblo es chico y se recorre en una o dos horas; cuenta con casas muy viejas y es un manjar para aquellos coleccionistas de imágenes antiguas.